# 栗林喜右衛
栗林 喜右衛（くりばやし きうえ）は、日本の競歩の選手である。

## 経歴
青森県平賀町（現在の平川市）出身。八戸市立第一高等学校（現在の青森県立八戸中央高等学校）卒業後、陸上自衛隊に属する。
1962年（昭和32年）開催の第46回日本陸上選手権大会男子20km競歩の部において優勝。1964年東京オリンピックで男子20キロメートル競歩に出場、25位。

## 主な記録
- 1961年
  - 第16回国民体育大会 20km競歩 6位 1時間49分07秒6[6]:89
- 1962年
  - 第46回日本陸上選手権大会 男子20km競歩 1位[5]
  - 第17回国民体育大会 20km競歩 3位 1時間44分04秒4[6]:96
- 1963年
  - 第18回国民体育大会 20km競歩 3位 1時間42分06秒8[6]:104
- 1964年
  - 第19回国民体育大会 20km競歩 1位 1時間38分12秒4[6]:113
  - 1964年東京オリンピック 20km競歩 25位 1時間43分97秒0[2]
  - （国立競技場）20000m競歩 1時間40分18秒4[注釈 3]
- 1965年
  - 第20回国民体育大会 20km競歩 2位 1時間39分57秒8[6]:120